# De gestis Mendi de Saa

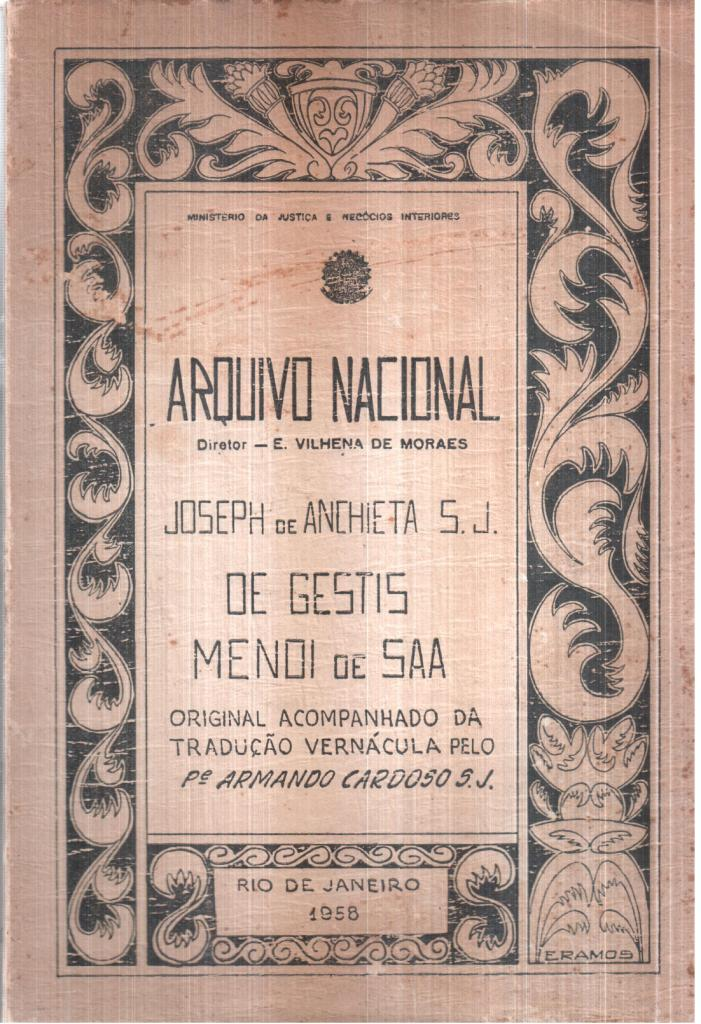
De Gestis Mendi de Saa, Arquivo Nacional, original acompanhado da tradução vernácula pelo Padre Armando Cardoso S. J., Rio de Janeiro, 1958.

De Gestis Mendi de Saa ("Dos Feitos de Mem de Sá") é uma epopeia escrita pelo padre jesuíta canário José de Anchieta no século XVI, sendo esta a primeira obra literária da América. Nesta epopeia o poeta narra, entre outros assuntos, a vitória das forças portuguesas sobre as francesas no episódio histórico que ficou conhecido por França Antártica, ocorrido na atual cidade do Rio de Janeiro, no Brasil.
Constitui-se na primeira obra de Anchieta editada, tendo sido publicada anonimamente em Coimbra, em 1563, pelo tipógrafo régio João Álvares. Desta edição, conhece-se apenas um único exemplar, atualmente na Biblioteca Pública de Évora. É o primeiro poema épico da América, sendo a sua publicação anterior à edição de "Os Lusíadas", de Luís de Camões. A estética do poema vincula-se à tradição dos autores novilatinos do Humanismo renascentista português, sobretudo à tradição da Universidade de Coimbra, cidade em que o poema foi editado no ano de 1563, e em que Anchieta estudara antes em 1548.
No Brasil, destaca-se uma primeira edição fac-similar numerada, de 1 050 exemplares, apresentada por Eduardo Portela, com introdução de Paulo Roberto Pereira, publicada pela Fundação Biblioteca Nacional/Departamento Nacional do Livro no Rio de Janeiro, tendo vindo a lume em 1997.
Na forma de uma epopeia renascentista, escrita em latim, a obra tem, por enredo, as ações ocorridas no primeiro triênio do governo-geral de Mem de Sá, nomeadamente para expulsar os franceses da Baía da Guanabara, onde Nicolas Durand de Villegagnon fundara a França Antártica.
O único filólogo a editar a obra modernamente foi Armando Cardoso que desenvolveu intensa pesquisa no século XX, confrontando as duas fontes textuais deste poema épico de Anchieta: a edição de 1563 e um manuscrito não datado, conhecido por Manuscrito de Algorta, que contém dentre outras obras o poema De Gestis Mendi de Saa. Foi também Armando Cardoso que consagrou o poema de Anchieta com o título de De Gestis Mendi de Saa.